# فرانسیسکو آیالا (نویسنده)
فرانسیسکو آیالا (انگلیسی: Francisco Ayala; ۱۶ مارس ۱۹۰۶ – ۱ نوامبر ۲۰۰۹) یک نویسنده اهل اسپانیا بود.
وی همچنین برنده جوایزی همچون جایزه سروانتس شده است.